# Retrato del artista adolescente
Retrato del artista adolescente (A Portrait of the Artist as a Young Man, en inglés) es una novela semiautobiográfica escrita por el escritor irlandés James Joyce, publicada en formato de serial en la revista The Egoist, entre 1914 y 1915, y como libro en el año 1916. Novela de aprendizaje, o Bildungsroman, es la historia de un muchacho llamado Stephen Dedalus, que es el alter ego del propio autor, por lo que en ella aparecen muchos eventos basados en la vida real del escritor.
El apellido del personaje hace clara referencia a Dédalo, el arquitecto y artesano de la mitología griega; dédalo, en castellano, es también «laberinto». El Retrato había conocido una versión anterior, datada en 1905, que no llegó a ver la luz en vida del autor: Stephen el héroe.
La obra está contada desde el punto de vista del propio Stephen (nombre que pudiera ser alusión a san Esteban, primer mártir cristiano), cuya subjetividad se va desarrollando a lo largo de cinco episodios o capítulos. La narración adopta al principio el estilo indirecto libre, similar al monólogo interior: el narrador, transmutado en personaje, aparentemente expone sus pensamientos tal cual le vienen, muchas veces al azar. Posteriormente se recurre a la clásica tercera persona narrativa. En términos generales, se retratan en la novela las luchas de un joven sensible en contra de las convenciones de la sociedad burguesa de su tiempo, en especial las católicas e irlandesas.
Muy característico de la obra, y del hacer de Joyce, es la evolución estilística que exhibe el Retrato, progresión que el autor hace coincidir con las sucesivas etapas en la vida del protagonista. Así, pasa de reflejar los balbuceos de un bebé en las primeras páginas, a los depurados períodos que cierran la novela, en los cuales se explaya la peripecia interior de un universitario. Esta mezcla de estilos alcanzará su máxima expresión en Ulises (1922), obra maestra del autor, en la cual repite protagonismo Stephen Dedalus.
La Enciclopedia Británica recoge sobre esta obra que es considerada por muchos «la más grande novela de aprendizaje en lengua inglesa de la historia».

## Resumen
La novela arranca plasmando las sensaciones de un niño pequeño en primera persona (estilo indirecto libre). Stephen Dedalus disfruta de su aún corta vida y se asombra con las muchas cosas nuevas que la misma va poniendo ante sus ojos; le gusta sobre todo escuchar los cuentos de su padre, Simón Dedalus. Llegado el tiempo de asistir a la escuela, es matriculado en el Clongowes Wood, un colegio jesuita para jóvenes de familias adineradas. Un día, durante un peligroso juego entre compañeros, Stephen es empujado a una fosa por otro alumno, lo que le ocasiona un trastorno que le hará pasar una noche en la enfermería. Allí sueña con su propia muerte y sus consecuencias, bajo la imagen de Parnell, radical personaje político irlandés de principios del siglo XX.
Llega la época navideña y los alumnos tienen permiso para retornar a sus casas. La tranquilidad hogareña durante las fiestas, tratada en tono convencional, se ve interrumpida por las diferencias surgidas entre la tía de Stephen, Dante, una mujer sumamente cristiana que apoya a la iglesia, y Mister Dedalus, quien se muestra contrario a la misma y a su influencia sobre la sociedad. De regreso en Clongowes, un día, durante la clase de latín, Fleming, compañero de clases, es castigado físicamente por el padre Dolan por desconocer la respuesta a una pregunta concreta. Stephen, quien estaba exento de las tareas por haber roto los lentes, es también castigado siendo acusado de ocioso y mentiroso. Sus compañeros lo alientan a quejarse al rector por haberse cometido una injusticia al castigarlo sin motivo. Ante la insistencia de aquellos, enfrentándose a su vergüenza, transmite sus quejas al rector, quien las acepta parcialmente. De regreso, es ovacionado por sus compañeros.
La economía familiar decae, la familia se muda a Dublín y Stephen tiene que dejar la escuela. Este cambio le acarrea mayor libertad de movimientos, ya que tiene permitido andar por las calles de la ciudad. Stephen, durante una fiesta, conoce a una niña de quien cree enamorarse, pero tras un viaje en tranvía, en el que van juntos, no se presentan mayores situaciones a pesar de las demostraciones de interés de la joven, puesto que él no se siente con valor. Stephen es matriculado en un nuevo colegio de jesuitas, el Belvedere, donde conoce a Heron, compañero de clases con quien no tendrá una buena relación, máxime por sus diferencias en términos literarios. 
Transcurre el tiempo y, en un concurso literario, Stephen es elegido ganador, lo que le hace merecedor de una cierta suma de dinero, la cual gasta rápidamente en banalidades. Su crecimiento como adolescente lo lleva, inevitablemente, a los deseos carnales. Debido a su poca resistencia y a sus ganas de aplacar esas sensaciones, contrata a una prostituta, dado que la autosatisfacción ya no le resulta gratificante. La escuela, en honor al santo que veneran, organiza un retiro al que deben asistir todos los alumnos. Durante el mismo, las palabras del padre Arnall sobre el pecado y las terribles torturas infernales que acarrea cometerlo, asustan a Stephen, haciéndolo sentirse miserable, impuro y poco humano. Arrepentido y como parte del retiro, va a confesarse, pero fuera de la escuela, pues se sentía muy avergonzado por sus actos. Después de la confesión, aliviado, decide cambiar su modo de vida y comprometerse con la vida religiosa. 
Su radical cambio consiste en acatar una por una todas las reglas a las que, según la Biblia, debe ceñirse el buen cristiano, y su penitencia por los pecados cometidos consiste en privar a sus sentidos y a su cuerpo de los placeres fundamentales. De esta manera, da en comer sólo lo necesario, nunca por placer, consumiendo además lo que le sea desagradable a manera de autocastigo; lleva a cabo prácticas similares con sus otros sentidos. Sin embargo, a pesar de sus intentos, lo martiriza saber que nunca va a poder librarse del todo de los pecados que comete. Mientras tanto, en su vida escolar también ha surgido un cambio, lo cual llama la atención del rector de Belvedere, quien decide instruirlo para que sirva a la iglesia, pero Stephen no muestra mucho interés en el tema. Tras esta conversación, después de pensarlo mucho, Stephen descubre la infelicidad que le depara esa vida llena de religiosidad, todo lo cual termina por parecerle absurdo, por lo que finalmente se aleja de la religión. 
Pasa el tiempo, y la trama nos sitúa ahora en su vida universitaria. El Stephen universitario es persona más madura e instruida que comienza a descubrir sus dotes literarias. En esta etapa, es considerado un alumno "revolucionario", como le dice McCann, compañero de estudios con quien no comparte opiniones. Sus amistades más cercanas son Davin, Cranly y Lynch. El segundo será, de entre los tres, con quien mantiene mayor cercanía y confianza; le cuenta, por ejemplo, detalles de su relación con su madre, quien desea que acepte el servicio religioso, y cómo él se niega a complacerla. Con Lynch, más bien comparte experiencias intelectuales.
Stephen, celoso, deja de asistir a la clase de irlandés al descubrir a su amada coqueteando con el padre encargado del curso. Pero, aún enamorado, termina por aceptar aquel suceso para continuar adorándola en secreto. En este proceso decide definitivamente hacerse escritor. La novela culmina con unas páginas del diario de Stephen, escritas en primera persona, que recogen el proyecto de un viaje a París y la decisión de desarrollar sus facultades literarias, superando el retraimiento que lo mantenía anquilosado. Estas son las líneas finales de la obra:

Abril, 26. Madre está poniendo en orden mis nuevos trajes de segunda mano. Y reza, dice, para que sea capaz de aprender, al vivir mi propia vida y lejos de mi hogar y de mis amigos, lo que es el corazón, lo que puede sentir un corazón. Amén. Así sea. Bien llegada, ¡oh, vida! Salgo a buscar por millonésima vez la realidad de la experiencia y a forjar en la fragua de mi espíritu la conciencia increada de mi raza.
Abril, 27. Antepasado mío, antiguo artífice, ampárame ahora y siempre con tu ayuda.

26 April: Mother is putting my new secondhand clothes in order. She prays now, she says, that I may learn in my own life and away from home and friends what the heart is and what it feels. Amen. So be it. Welcome, O life! I go to encounter for the millionth time the reality of experience and to forge in the smithy of my soul the uncreated conscience of my race.
27 April: Old father, old artificer, stand me now and ever in good stead.

## Valoraciones
William York Tindall ve en esta novela una continuación del relato "Los muertos", de Dublineses, que semeja un esbozo de la misma, igual que el Stephen del Retrato supone un esbozo del Stephen de Ulises. Tanto el citado relato como la novela dibujan al protagonista en soledad, rodeado de sombras: el centro moral de ambas historias es la falta de amor. La diferencia es que el protagonista de "Los muertos", Gabriel Conroy, es de sobra consciente de la situación, mientras que Stephen, más joven, no se comprende a sí mismo enteramente. De todas las "novelas de aprendizaje", las que probablemente tuvo Joyce más presentes como modelos fueron: Los años de aprendizaje de Wilhelm Meister, de Goethe, The Ordeal of Richard Feverel, de George Meredith y The Way of All Flesh, de Samuel Butler. Sobre si Stephen es o no un trasunto de Joyce, afirma Tindall que no lo es más que Gabriel Conroy: el Retrato "no" es una autobiografía, es «menos recuerdo que invención». Stephen es demasiado serio para calcar fidedignamente a Joyce.
Según Anthony Burgess, Stephen el héroe supone un mero tanteo literario para el Retrato; la primera fue abandonada por ser demasiado incómodamente personal. El Retrato es más simbólica. Los sermones del jesuita padre Arnall del capítulo 3 constituyen el compendio máximo del naturalismo. La técnica utilizada en ellos, y los terrores, el "infierno personal" que trasladan a Stephen, conducen directamente a la escena del burdel de Ulises. El propio Burgess confiesa que nunca fue capaz de releer dichos pasajes sin una sensación de angustia. La intensidad, la brillante elocuencia de estas páginas es comparable a aquellas en que se expone la «lógica, original e intransigente» exposición estética de Stephen; en tales páginas el autor alcanza profundidades filosóficas no vistas antes en él.
Harry Levin encuentra muchas similitudes entre esta novela y la de D. H. Lawrence Sons and Lovers (Hijos y amantes), aparecida en 1913. Advierte además Levin que en el Retrato, como en Dublineses (en que aparecen muchos niños en las calles) y en Ulises (la andadura de Bloom), Joyce se muestra muy "peripatético" (aristotélico) por el hecho de que la acción predominante en ellas es la caminata, el periplo. El Retrato, por otra parte, es el escrito más lírico de Joyce. La novela es el fruto de un largo proceso de revisión y refinamiento que dejó en la cuneta Stephen el héroe. Como en Dublineses, el elemento más vital de su escritura lo encauza Joyce a través de la conversación; como reportero de la vida irlandesa, Joyce era un oyente en extremo «fidedigno y sensible», de modo que el personaje de Simon Dedalus (el locuaz padre de Stephen), a través de su lenguaje, logra ser representativo de la propia Irlanda.
José María Valverde recuerda el gran estímulo que supuso para Joyce, en la terminación de la obra, la publicación por entregas en The Egoist, fomentada por el entusiasmo de Ezra Pound ante la lectura de las primeras páginas. Este entusiasmo pudo transmitirse a Joyce, quien tal vez se precipitó al rematar el final de la novela. Joyce dio con el Retrato «el paso que antes solo había sabido dar en los primeros cuadros de Dublineses [...]. Ese paso es la superación del personalismo, de la batalla inmediata que ventilar: aunque la estructura general del libro sea individual, sin disimular su condición de memoria personal, desde la niñez que acaba de aprender a hablar, hasta el umbral del primer gran viaje en la juventud, el punto de vista se ha elevado a una objetividad, distante, iluminadora, a veces irónica. Es la "emoción recordada en la tranquilidad", como definió Wordsworth la poesía».
Umberto Eco, quien titula un capítulo de su libro Las poéticas de Joyce "Retrato del tomista adolescente", observa en el discurso estético sobre la autonomía del arte a cargo del protagonista, la astucia de Joyce para el doble mensaje: «Aquí el joven Stephen revela verdaderamente la naturaleza formal de su adhesión a la escolástica, y las fórmulas de Santo Tomás sirven para pasar de contrabando, con gran osadía, una teoría de l'art pour l'art que, con toda evidencia, Stephen asimilaba de fuentes bien distintas». Stephen, en efecto, «enmascara bajo ropajes medievales, con habilidad de casuista, proposiciones como la de Wilde, por la que "all art is perfectly useless"» ("todo arte es perfectamente inútil"). Sobre las célebres epifanías de Stephen: «Nos damos cuenta entonces de que todo el armazón escolástico que Stephen, arteramente, había erigido como soporte de su perspectiva estética no servía sino para sostener una noción romántica de la palabra poética en cuanto revelación y fundamento lírico del mundo y del poeta como único ser capaz de dar una razón a las cosas, un significado a la vida, una forma a la experiencia, una finalidad al mundo. [...] El poeta es la persona que, en un momento de gracia, descubre el alma profunda de las cosas [...]. La epifanía, pues, es una manera de descubrir lo real y al mismo tiempo una manera de definirlo a través del discurso».
Acerca de la relación del propio Joyce con el personaje que lo representa en el Retrato, advierte Francisco García Tortosa la transición entre esta novela y Ulises; conforme avanza ésta: «Joyce se distancia cada vez más del que había sido su álter ego en el Retrato del artista adolescente, Stephen, y se va identificando con Bloom, quien, en muchos sentidos, revela una de las individualidades del autor». Según observó Katie Wales en su estudio The Language of James Joyce, Stephen, por otra parte, como su autor, siempre ha vivido fascinado por las palabras: «Stephen —sigue García Tortosa—, en Retrato del artista adolescente, desde la niñez siente una especial curiosidad por las palabras y los sonidos; para él, la aprehensión de la realidad, más que por las sensaciones, le llega a través de la lengua, que se revela como una verdad de mayor solidez que la materialidad del mundo. [...] La belleza y hasta la ética provienen de las palabras».
Sobre la técnica del monólogo interior en Joyce, describe Richard Ellmann el proceso de elaboración, en el que aquel partía de Dujardin, George Moore y Tolstói: «[...] prefería, por el contrario, reducir la tensión de sus dramas. Sus protagonistas se movían en el mundo y reaccionaban a sus estímulos, pero sus ansiedades y reacciones más importantes no tenían apenas relación con el medio ambiente. [...] El primer monólogo interior de Joyce apareció al final de A Portrait of the Artist, en donde hace que no parezca tan extraordinario porque tiene la forma del diario de Stephen. Allí quedaba dramáticamente justificado porque Stephen sentía que no tenía ya a nadie con quien comunicarse en Irlanda como no fuera él mismo. Pero era también un procedimiento que permitía relajar el estilo formal que hay en casi toda la narración mediante el uso de frases fragmentadas y conexiones aparentemente casuales. [...] Tras haber llegado hasta ahí, en Ulysses Joyce eliminó el diario, y dejó que los pensamientos brincaran y saltaran sin que haya un diario que justifique la agitación que los mueve».
La impresión general de Jeri Johnson, editora de la obra en inglés, figura al final de su introducción, en que alude a las líneas finales de la novela (vid. más arriba): «Stephen no parece darse cuenta de que "forjar" tiene un doble significado: "dar forma, modelar" y "hacer pasar una cosa por otra, falsificar". La narración lo sabe; Joyce lo sabe. Joyce ha forjado un vívido, evocador, verosímil, sincero, incluso a veces irónico, retrato de Stephen, un retrato que al desmenuzar las duplicidades del lenguaje explota los significados potenciales que laten en la realidad de su propia vida. En esto Joyce se convierte en un artista o poeta en términos aristotélicos, no en un historiador: el poeta presenta "aquello que podría ser", el historiador, "aquello que ha sido". Lo que crea Joyce, como artista, en el Retrato del artista adolescente es una falsificación genuina». Por otra parte, comparando el Retrato con Stephen el héroe, afirma Johnson: «Al contrario que en Stephen Hero, el Retrato muestra a Joyce comprimiendo, seleccionando el detalle de mayor interés, organizando las cosas a fin de adaptarlas al modelo estético de la novela, sin pretender sincronizarlas con su propia historia vital. Este es el motivo de que los críticos siempre hayan fracasado al tratar de hacer coincidir la cronología de la novela con los hechos en la vida de Joyce. Al escribir el Retrato, Joyce seleccionó, compuso, nunca transcribió».
El escritor irlandés Francis Harvey comparó asimismo el Retrato con la obra que le dio origen, valorando en esta última, frente a la otra, aspectos no considerados anteriormente. El lenguaje de la primera, por ejemplo, paradójicamente, suena hoy mucho más "anticuado" que el de la segunda. Hay pasajes de excelente diálogo en Stephen el héroe de que carece el Retrato, en que la humanidad y espontaneidad se pierden llamativamente frente a la estudiada autoconciencia omnipresente del protagonista. Si se observan los primeros pasajes de ambas obras, el lenguaje de Stephen el héroe es «lúcido, vigoroso, carente de la pretenciosidad y la adjetivitis subjetiva» de la otra. Lo mismo sucede con el personaje de Emma Clery (la chica con la que quiere acostarse Stephen, que aparece en ambas novelas), el cual es muy significativo en este aspecto, ya que solo adquiere vida y sustancia en esta última obra, mientras que en el Retrato no parece figurar más que «como pretexto para la sexualidad del héroe».
Este rasgo en los personajes del Retrato también ha sido examinado en profundidad por W. Y. Tindall en su A Reader's Guide to James Joyce.

## Composición y publicación
El título de esta novela proviene en realidad de un presuntuoso ensayo escrito en 1904: A Portrait of the Artist, datado cuando empezó Stephen el héroe. Tras abandonar, desanimado, esta última obra, Joyce empezó la escritura del Retrato en 1907. El primer capítulo estaba terminado en noviembre, y el 7 de abril del año siguiente, lo estaban tres de un total de cinco. En 1909, Ettore Schmitz (o Italo Svevo), escritor italiano gran amigo de Joyce, lee los primeros capítulos y los alaba, lo que espolea a Joyce a terminar la obra. En algún momento de 1911 arroja el manuscrito al fuego, que fue rescatado por «una brigada familiar de bomberos», según contó el propio escritor a su benefactora Harriet Shaw Weaver.
En 1914 revisa toda la novela y envía el primer capítulo, junto con Dublineses, a su amigo y también benefactor Ezra Pound. En febrero empieza la serialización del Retrato en la revista The Egoist; la novela salió entre el 2 de febrero de 1914 y el 1 de septiembre de 1915. D. W. Huebtsch publica el Retrato y Dublineses en diciembre de 1916, en Estados Unidos. La primera edición inglesa aparece unos meses más tarde.
En 1924 el texto fue enteramente recompuesto, con correcciones del agrado del autor, y editado por Jonathan Cape. En 1964 fue publicada la edición "definitiva" por Viking en Estados Unidos; en 1968 apareció en el Reino Unido. Esta edición recogía correcciones del propio Joyce y sugerencias de edición del experto joyceano Richard Ellmann. En 1993, a cargo de Hans Walter Gabler, apareció la primera edición crítica de importancia, con nuevas enmiendas y una lista histórica de variantes (editorial Garland, New York-London).
Al publicarse por primera vez, el libro recibió críticas favorables casi unánimes. No le escatimaron elogios Ezra Pound, Lady Gregory («una autobiografía modelo»), W. B. Yeats, T. S. Eliot, Dora Marsden ni H. G. Wells, quien alabó «esta memorabilísima novela» por su «quintaesencial y constante realidad». En el verano de 1917 se habían agotado los 750 ejemplares de la primera edición inglesa, aparecida en febrero de ese mismo año.
La novela, que posteriormente ha ejercido una «vasta influencia entre los novelistas de todo el mundo», fue clasificada por la Modern Library en tercer lugar entre las más grandes novelas en habla inglesa del siglo XX.

## Traducciones al español
- Retrato del artista adolescente (1926). Dámaso Alonso. Biblioteca Nueva.
- Retrato del artista adolescente (2012). Pablo Ingberg (traducción, prólogo y notas). Losada.
- Retrato del artista adolescente (2017). Martín Schifino. La Oficina de Artes y Ediciones.
- Retrato del joven artista (2022). Damiá Alou. Cátedra.

## Adaptaciones
En 1977 la novela fue adaptada al cine por el director Joseph Strick, con guion de Judith Rascoe. El papel de Stephen correspondió al actor irlandés Bosco Hogan; Simon Dedalus fue interpretado por el también irlandés T. P. McKenna y John Gielgud hizo del sacerdote que pronuncia el sermón sobre el Infierno que tanto aterroriza al joven protagonista.

### En inglés
- Edición electrónica libre de Retrato del artista adolescente en el Proyecto Gutenberg
- Edición del autorreferente de la novela, con búsquedas
- Lectura, estudio y discusión de la novela en Online-literature.com
- Resumen y texto en línea en Bibliomania.com
- Resumen y análisis en Sparknotes.com
- Clongowes Wood College, escuela privada de Irlanda presentada en la novela

- Datos: Q465360
- Multimedia: A Portrait of the Artist as a Young Man / Q465360